# Liste der Nummer-eins-Hits in der Slowakei (2023)
Dies ist eine Liste der Nummer-eins-Hits in der Slowakei im Jahr 2023. Sie basiert auf den Auswertungen der ČNS IFPI, der Vertretung der tschechischen und slowakischen Musikindustrie. Grundlage sind die Rádio Top 100, die Singles Digitál Top 100 und die Albums Top 100.

## Singles
| ← 2022 ← | Liste der Nummer-eins-Hits in der Slowakei (Rádio Top 100) | Liste der Nummer-eins-Hits in der Slowakei (Rádio Top 100) | Liste der Nummer-eins-Hits in der Slowakei (Rádio Top 100) | 2024 →                    |
| \| Zeitraum \| Wo. ges. \| Interpret \| Titel Autor(en) \| Zusätzliche Informationen \| \| (Zeitraum, Wochen auf Platz eins, Interpret, Titel, Autor[en], zusätzliche Informationen) \| \| \| \| \| \| ----------------------------------------------------------------------------------------- \| -------- \| ----------------------------------------- \| ---------------------------------------------------------------------------------------------------------------------------------------------------------------------------------------------------------------------------------------------------------------------------- \| ------------------------- \| \| 47. Woche 2022 – 7. Woche 2023 13 Wochen \| 13 \| David Guetta & Bebe Rexha \| I’m Good (Blue) Bleta Rexha, Pierre David Guetta, Camille Angelina Purcell, Massimo Gabutti, Maurizio Lobina, Gianfranco Randone, Philip John Plested \| – \| \| 8.–9. Woche 2 Wochen \| 2 \| Glockenbach feat. Ásdís \| Dirty Dancing Alina Paulsen, Jaro Omar, Stefan Göbel, Hubertus Dahlem, Bojan Kalajdzic, Ásdís María Viðarsdóttir \| – \| \| 10. Woche 1 Woche \| 1 \| Ed Sheeran \| Celestial Edward Christopher Sheeran, Johnny McDaid, Steven McCutcheon \| – \| \| 11.–20. Woche 10 Wochen (insgesamt 11) \| 11 \| Miley Cyrus \| Flowers Miley Ray Cyrus, Michael Ross Pollack, Gregory Aldae Hein \| – \| \| 21. Woche 1 Woche \| 1 \| Martin Garrix & Jvke \| Hero Martijn Gerard Garritsen, Jackson LaFrantz Larsen, Kennedi Kathryn Rae Lykken, Jason Alexander Suwito, Mark Christopher Benedicto, Benson James Boone \| – \| \| 22. Woche 1 Woche (insgesamt 11) \| 11 \| Miley Cyrus \| Flowers Miley Ray Cyrus, Michael Ross Pollack, Gregory Aldae Hein \| – \| \| 23.–24. Woche 2 Wochen \| 2 \| Kamrad \| Feel Alive Christoph Koterzina, Markus Schlichtherle, Tim Kamrad, Jonas Markschat \| – \| \| 25.–29. Woche 5 Wochen \| 5 \| Imagine Dragons \| Symphony Joel Little, Adio Joshua Marchant, Talay Riley, Daniel Wayne Sermon, Benjamin Arthur McKee, Daniel Platzman, Daniel Coulter Reynolds \| – \| \| 30.–31. Woche 2 Wochen \| 2 \| David Guetta feat. Anne-Marie & Coi Leray \| Baby Don’t Hurt Me Tony Hendrik, Karin Hartmann-Eisenblätter, Pierre David Guetta, Anne-Marie Rose Nicholson, Coi Leray Collins, Steven McCutcheon, Mikkel Kauczki Cox, Felicia Ferraro, Tobias Sjøgren Frederiksen, Akil C. King, Johnny McDaid, Edward Christopher Sheeran \| – \| \| 32. Woche 1 Woche \| 1 \| Hex \| Pomaranče z Kuby Martin Žúži \| – \| \| 33.–36. Woche 4 Wochen \| 4 \| Ray Dalton \| Do It Again Sebastian Arman, Joacim Bo Persson, Ray Dalton \| – \| \| 37.–41. Woche 5 Wochen \| 5 \| Michael Schulte feat R3hab \| Waterfall Timothy Lavelle Deal, Pascal Reinhardt, Fadil El Ghoul, Johannes Walter-Müller, Max Giesinger, Michael Anthony Schulte, Steffen Gräf \| – \| \| 42. Woche 1 Woche \| 1 \| Nico Santos \| Number 1 Pascal Reinhardt, Sara Rachael Boe, Nicholas James Gale, William Edward Vaughan, Nico Wellenbrink \| – \| \| 43.–47. Woche 5 Wochen \| 5 \| Lost Frequencies \| The Feeling Richard Paul Badger Boardman, Emma Olivia Helena Bertilsson, Felix Safran De Laet, Dag Daniel Osmund Lundberg \| – \| \| 48. Woche 1 Woche \| 1 \| Topic feat. Hrvy \| All or Nothing Alexander Michael Tidebrink Stomberg, Nir Tibor, Tobias Topic \| – \| \| 49.–50. Woche 2 Wochen \| 2 \| Anne-Marie feat. Shania Twain \| Unhealthy Connor Patrick McDonough, Riley Thomas McDonough, Joel Estevan Castillo, Anne-Marie Rose Nicholson \| – \| \| 51.–52. Woche 2 Wochen (insgesamt 12) \| 12 \| Dua Lipa \| Houdini Tobias MacDonald Jesso Jr., Dua Lipa, Caroline Ailin Buvik Furøyen, Danny Eisner Harle, Kevin Richard Parker \| – \| |                                                            |                                                            | |                           |
| ← 2022 |                                                            |                                                            | | → 2024 →                  |
| Zeitraum | Wo. ges.                                                   | Interpret                                                  | Titel Autor(en) | Zusätzliche Informationen |
| (Zeitraum, Wochen auf Platz eins, Interpret, Titel, Autor[en], zusätzliche Informationen) |                                                            |                                                            | |                           |
| 47. Woche 2022 – 7. Woche 2023 13 Wochen | 13                                                         | David Guetta & Bebe Rexha                                  | I’m Good (Blue) Bleta Rexha, Pierre David Guetta, Camille Angelina Purcell, Massimo Gabutti, Maurizio Lobina, Gianfranco Randone, Philip John Plested | –                         |
| 8.–9. Woche 2 Wochen | 2                                                          | Glockenbach feat. Ásdís                                    | Dirty Dancing Alina Paulsen, Jaro Omar, Stefan Göbel, Hubertus Dahlem, Bojan Kalajdzic, Ásdís María Viðarsdóttir | –                         |
| 10. Woche 1 Woche | 1                                                          | Ed Sheeran                                                 | Celestial Edward Christopher Sheeran, Johnny McDaid, Steven McCutcheon | –                         |
| 11.–20. Woche 10 Wochen (insgesamt 11) | 11                                                         | Miley Cyrus                                                | Flowers Miley Ray Cyrus, Michael Ross Pollack, Gregory Aldae Hein | –                         |
| 21. Woche 1 Woche | 1                                                          | Martin Garrix & Jvke                                       | Hero Martijn Gerard Garritsen, Jackson LaFrantz Larsen, Kennedi Kathryn Rae Lykken, Jason Alexander Suwito, Mark Christopher Benedicto, Benson James Boone | –                         |
| 22. Woche 1 Woche (insgesamt 11) | 11                                                         | Miley Cyrus                                                | Flowers Miley Ray Cyrus, Michael Ross Pollack, Gregory Aldae Hein | –                         |
| 23.–24. Woche 2 Wochen | 2                                                          | Kamrad                                                     | Feel Alive Christoph Koterzina, Markus Schlichtherle, Tim Kamrad, Jonas Markschat | –                         |
| 25.–29. Woche 5 Wochen | 5                                                          | Imagine Dragons                                            | Symphony Joel Little, Adio Joshua Marchant, Talay Riley, Daniel Wayne Sermon, Benjamin Arthur McKee, Daniel Platzman, Daniel Coulter Reynolds | –                         |
| 30.–31. Woche 2 Wochen | 2                                                          | David Guetta feat. Anne-Marie & Coi Leray                  | Baby Don’t Hurt Me Tony Hendrik, Karin Hartmann-Eisenblätter, Pierre David Guetta, Anne-Marie Rose Nicholson, Coi Leray Collins, Steven McCutcheon, Mikkel Kauczki Cox, Felicia Ferraro, Tobias Sjøgren Frederiksen, Akil C. King, Johnny McDaid, Edward Christopher Sheeran | –                         |
| 32. Woche 1 Woche | 1                                                          | Hex                                                        | Pomaranče z Kuby Martin Žúži | –                         |
| 33.–36. Woche 4 Wochen | 4                                                          | Ray Dalton                                                 | Do It Again Sebastian Arman, Joacim Bo Persson, Ray Dalton | –                         |
| 37.–41. Woche 5 Wochen | 5                                                          | Michael Schulte feat R3hab                                 | Waterfall Timothy Lavelle Deal, Pascal Reinhardt, Fadil El Ghoul, Johannes Walter-Müller, Max Giesinger, Michael Anthony Schulte, Steffen Gräf | –                         |
| 42. Woche 1 Woche | 1                                                          | Nico Santos                                                | Number 1 Pascal Reinhardt, Sara Rachael Boe, Nicholas James Gale, William Edward Vaughan, Nico Wellenbrink | –                         |
| 43.–47. Woche 5 Wochen | 5                                                          | Lost Frequencies                                           | The Feeling Richard Paul Badger Boardman, Emma Olivia Helena Bertilsson, Felix Safran De Laet, Dag Daniel Osmund Lundberg | –                         |
| 48. Woche 1 Woche | 1                                                          | Topic feat. Hrvy                                           | All or Nothing Alexander Michael Tidebrink Stomberg, Nir Tibor, Tobias Topic | –                         |
| 49.–50. Woche 2 Wochen | 2                                                          | Anne-Marie feat. Shania Twain                              | Unhealthy Connor Patrick McDonough, Riley Thomas McDonough, Joel Estevan Castillo, Anne-Marie Rose Nicholson | –                         |
| 51.–52. Woche 2 Wochen (insgesamt 12) | 12                                                         | Dua Lipa                                                   | Houdini Tobias MacDonald Jesso Jr., Dua Lipa, Caroline Ailin Buvik Furøyen, Danny Eisner Harle, Kevin Richard Parker | –                         |

| ← 2022 ← | Liste der Nummer-eins-Hits in der Slowakei (Singles Digitál Top 100) | Liste der Nummer-eins-Hits in der Slowakei (Singles Digitál Top 100) | Liste der Nummer-eins-Hits in der Slowakei (Singles Digitál Top 100)                                                                                               | 2024 →                    |
| \| Zeitraum \| Wo. ges. \| Interpret \| Titel Autor(en) \| Zusätzliche Informationen \| \| (Zeitraum, Wochen auf Platz eins, Interpret, Titel, Autor[en], zusätzliche Informationen) \| \| \| \| \| \| ----------------------------------------------------------------------------------------- \| -------- \| -------------------------------- \| ------------------------------------------------------------------------------------------------------------------------------------------------------------------ \| ------------------------- \| \| 1.–2. Woche 2 Wochen \| 2 \| David Guetta & Bebe Rexha \| I’m Good (Blue) Bleta Rexha, Pierre David Guetta, Camille Angelina Purcell, Massimo Gabutti, Maurizio Lobina, Gianfranco Randone, Philip John Plested \| – \| \| 3.–5. Woche 3 Wochen \| 3 \| Miley Cyrus \| Flowers Miley Ray Cyrus, Michael Ross Pollack, Gregory Aldae Hein \| – \| \| 6.–10. Woche 5 Wochen \| 5 \| Calin & Viktor Sheen \| Safír Calin Panfili, Viktor Dundych, Vojtěch Spousta \| – \| \| 11.–20. Woche 10 Wochen (insgesamt 26) \| 26 \| Separ feat. Jerry Lee & PTK \| Sunset Juraj Lichvár, Papa Lipi, Michael Kmeť, Patrik Aišman \| – \| \| 21. Woche 1 Woche (insgesamt 2) \| 2 \| Gleb \| Šedá hus Gleb Veselov, Y. Chale \| – \| \| 22. Woche 1 Woche (insgesamt 26) \| 26 \| Separ feat. Jerry Lee & PTK \| Sunset Juraj Lichvár, Papa Lipi, Michael Kmeť, Patrik Aišman \| – \| \| 23. Woche 1 Woche (insgesamt 2) \| 2 \| Gleb \| Šedá hus Gleb Veselov, Y. Chale \| – \| \| 24.–30. Woche 7 Wochen (insgesamt 26) \| 26 \| Separ feat. Jerry Lee & PTK \| Sunset Juraj Lichvár, Papa Lipi, Michael Kmeť, Patrik Aišman \| – \| \| 31. Woche 1 Woche \| 1 \| Travis Scott feat. Playboi Carti \| Fe!n Jacques Bermon Webster II, Jahaan Akil Sweet, Jordan Terrell Carter, Khadimou Rassoul Cheikh Fall \| – \| \| 32.–33. Woche 2 Wochen (insgesamt 26) \| 26 \| Separ feat. Jerry Lee & PTK \| Sunset Juraj Lichvár, Papa Lipi, Michael Kmeť, Patrik Aišman \| – \| \| 34.–40. Woche 7 Wochen \| 7 \| Doja Cat \| Paint the Town Red Ryan Buendia, Amala Ratna Zandile Dlamini, Harold Lane David, Burt Freeman Bacharach, Jean-Baptiste Kouame, Isaac Earl Bynum, Karl Rubin Brutus \| – \| \| 41. Woche 1 Woche \| 1 \| Kenya Grace \| Strangers Kenya Grace Johnson \| – \| \| 42.–44. Woche 3 Wochen \| 3 \| Viktor Sheen \| Dopamin Daniel Suchanek, Jiří Kostelka, Juraj Lichvár, Michal Kuchtíček, Viktor Dundych \| – \| \| 45. Woche 1 Woche \| 1 \| Similivinlife feat. Porsche Boy \| Pussy Power Lukáš Prejsa, Michal Hlivak, Šimon Sadiv \| – \| \| 46.–48. Woche 3 Wochen \| 3 \| Separ feat. Peter Pann \| Bejšíí Michal Kmeť, Peter Mako \| – \| \| 49.–52. Woche 4 Wochen (insgesamt 8) \| 8 \| Wham! \| Last Christmas George Michael \| – \| |                                                                      |                                                                      | |                           |
| ← 2022 |                                                                      |                                                                      | | → 2024 →                  |
| Zeitraum | Wo. ges.                                                             | Interpret                                                            | Titel Autor(en) | Zusätzliche Informationen |
| (Zeitraum, Wochen auf Platz eins, Interpret, Titel, Autor[en], zusätzliche Informationen) |                                                                      |                                                                      | |                           |
| 1.–2. Woche 2 Wochen | 2                                                                    | David Guetta & Bebe Rexha                                            | I’m Good (Blue) Bleta Rexha, Pierre David Guetta, Camille Angelina Purcell, Massimo Gabutti, Maurizio Lobina, Gianfranco Randone, Philip John Plested              | –                         |
| 3.–5. Woche 3 Wochen | 3                                                                    | Miley Cyrus                                                          | Flowers Miley Ray Cyrus, Michael Ross Pollack, Gregory Aldae Hein                                                                                                  | –                         |
| 6.–10. Woche 5 Wochen | 5                                                                    | Calin & Viktor Sheen                                                 | Safír Calin Panfili, Viktor Dundych, Vojtěch Spousta | –                         |
| 11.–20. Woche 10 Wochen (insgesamt 26) | 26                                                                   | Separ feat. Jerry Lee & PTK                                          | Sunset Juraj Lichvár, Papa Lipi, Michael Kmeť, Patrik Aišman | –                         |
| 21. Woche 1 Woche (insgesamt 2) | 2                                                                    | Gleb                                                                 | Šedá hus Gleb Veselov, Y. Chale | –                         |
| 22. Woche 1 Woche (insgesamt 26) | 26                                                                   | Separ feat. Jerry Lee & PTK                                          | Sunset Juraj Lichvár, Papa Lipi, Michael Kmeť, Patrik Aišman | –                         |
| 23. Woche 1 Woche (insgesamt 2) | 2                                                                    | Gleb                                                                 | Šedá hus Gleb Veselov, Y. Chale | –                         |
| 24.–30. Woche 7 Wochen (insgesamt 26) | 26                                                                   | Separ feat. Jerry Lee & PTK                                          | Sunset Juraj Lichvár, Papa Lipi, Michael Kmeť, Patrik Aišman | –                         |
| 31. Woche 1 Woche | 1                                                                    | Travis Scott feat. Playboi Carti                                     | Fe!n Jacques Bermon Webster II, Jahaan Akil Sweet, Jordan Terrell Carter, Khadimou Rassoul Cheikh Fall                                                             | –                         |
| 32.–33. Woche 2 Wochen (insgesamt 26) | 26                                                                   | Separ feat. Jerry Lee & PTK                                          | Sunset Juraj Lichvár, Papa Lipi, Michael Kmeť, Patrik Aišman | –                         |
| 34.–40. Woche 7 Wochen | 7                                                                    | Doja Cat                                                             | Paint the Town Red Ryan Buendia, Amala Ratna Zandile Dlamini, Harold Lane David, Burt Freeman Bacharach, Jean-Baptiste Kouame, Isaac Earl Bynum, Karl Rubin Brutus | –                         |
| 41. Woche 1 Woche | 1                                                                    | Kenya Grace                                                          | Strangers Kenya Grace Johnson | –                         |
| 42.–44. Woche 3 Wochen | 3                                                                    | Viktor Sheen                                                         | Dopamin Daniel Suchanek, Jiří Kostelka, Juraj Lichvár, Michal Kuchtíček, Viktor Dundych                                                                            | –                         |
| 45. Woche 1 Woche | 1                                                                    | Similivinlife feat. Porsche Boy                                      | Pussy Power Lukáš Prejsa, Michal Hlivak, Šimon Sadiv | –                         |
| 46.–48. Woche 3 Wochen | 3                                                                    | Separ feat. Peter Pann                                               | Bejšíí Michal Kmeť, Peter Mako | –                         |
| 49.–52. Woche 4 Wochen (insgesamt 8) | 8                                                                    | Wham!                                                                | Last Christmas George Michael | –                         |

## Alben
| ← 2022 ← | Liste der Nummer-eins-Hits in der Slowakei | Liste der Nummer-eins-Hits in der Slowakei | Liste der Nummer-eins-Hits in der Slowakei | 2024 →                    |
| \| Zeitraum \| Wo. ges. \| Interpret \| Titel \| Zusätzliche Informationen \| \| (Zeitraum, Wochen auf Platz eins, Interpret, Titel, zusätzliche Informationen) \| \| \| \| \| \| ------------------------------------------------------------------------------ \| -------- \| -------------------- \| ----------------------- \| ------------------------- \| \| 1. Woche 1 Woche (insgesamt 15) \| 15 \| Calin \| Popstar \| – \| \| 2.–3. Woche 2 Wochen (insgesamt 3) \| 3 \| Metro Boomin \| Heroes & Villains \| – \| \| 4. Woche 1 Woche \| 1 \| Måneskin \| Rush! \| – \| \| 5. Woche 1 Woche \| 1 \| Samey \| Slzy ulic \| – \| \| 6.–7. Woche 2 Wochen (insgesamt 7) \| 7 \| Calin & Viktor Sheen \| Roadtrip \| – \| \| 8. Woche 1 Woche \| 1 \| Pil C \| S láskou, Lukáš. \| – \| \| 9.–13. Woche 5 Wochen (insgesamt 7) \| 7 \| Calin & Viktor Sheen \| Roadtrip \| – \| \| 14.–30. Woche 17 Wochen (insgesamt 37) \| 37 \| Separ \| Flowdemort \| – \| \| 31.–32. Woche 2 Wochen \| 2 \| Travis Scott \| Utopia \| – \| \| 33.–37. Woche 5 Wochen (insgesamt 37) \| 37 \| Separ \| Flowdemort \| – \| \| 38. Woche 1 Woche \| 1 \| Yzomandias \| Zpátky na svojí planetu \| – \| \| 39.–40. Woche 2 Wochen (insgesamt 37) \| 37 \| Separ \| Flowdemort \| – \| \| 41. Woche 1 Woche \| 1 \| Stein27 \| President of Sexico \| – \| \| 42.–45. Woche 4 Wochen \| 4 \| Viktor Sheen \| Planeta opic \| – \| \| 46.–50. Woche 5 Wochen (insgesamt 37) \| 37 \| Separ \| Flowdemort \| – \| \| 51.–52. Woche 2 Wochen \| 2 \| Rytmus \| Bengoro II \| – \| |                                            |                                            |                                            |                           |
| ← 2022 |                                            |                                            |                                            | → 2024 →                  |
| Zeitraum | Wo. ges.                                   | Interpret                                  | Titel                                      | Zusätzliche Informationen |
| (Zeitraum, Wochen auf Platz eins, Interpret, Titel, zusätzliche Informationen) |                                            |                                            |                                            |                           |
| 1. Woche 1 Woche (insgesamt 15) | 15                                         | Calin                                      | Popstar                                    | –                         |
| 2.–3. Woche 2 Wochen (insgesamt 3) | 3                                          | Metro Boomin                               | Heroes & Villains                          | –                         |
| 4. Woche 1 Woche | 1                                          | Måneskin                                   | Rush!                                      | –                         |
| 5. Woche 1 Woche | 1                                          | Samey                                      | Slzy ulic                                  | –                         |
| 6.–7. Woche 2 Wochen (insgesamt 7) | 7                                          | Calin & Viktor Sheen                       | Roadtrip                                   | –                         |
| 8. Woche 1 Woche | 1                                          | Pil C                                      | S láskou, Lukáš.                           | –                         |
| 9.–13. Woche 5 Wochen (insgesamt 7) | 7                                          | Calin & Viktor Sheen                       | Roadtrip                                   | –                         |
| 14.–30. Woche 17 Wochen (insgesamt 37) | 37                                         | Separ                                      | Flowdemort                                 | –                         |
| 31.–32. Woche 2 Wochen | 2                                          | Travis Scott                               | Utopia                                     | –                         |
| 33.–37. Woche 5 Wochen (insgesamt 37) | 37                                         | Separ                                      | Flowdemort                                 | –                         |
| 38. Woche 1 Woche | 1                                          | Yzomandias                                 | Zpátky na svojí planetu                    | –                         |
| 39.–40. Woche 2 Wochen (insgesamt 37) | 37                                         | Separ                                      | Flowdemort                                 | –                         |
| 41. Woche 1 Woche | 1                                          | Stein27                                    | President of Sexico                        | –                         |
| 42.–45. Woche 4 Wochen | 4                                          | Viktor Sheen                               | Planeta opic                               | –                         |
| 46.–50. Woche 5 Wochen (insgesamt 37) | 37                                         | Separ                                      | Flowdemort                                 | –                         |
| 51.–52. Woche 2 Wochen | 2                                          | Rytmus                                     | Bengoro II                                 | –                         |